# Batman with Robin the Boy Wonder
Batman with Robin the Boy Wonder (dt. Batman mit Robin, dem Wunderjungen) ist eine US-amerikanische Zeichentrickserie vom Produktionsunternehmen Filmation von 1968, die Abenteuer der Comicfiguren Batman und Robin adaptiert. Sie wurde in Deutschland als Teil der Serie Ein Fall für Batman ausgestrahlt.

## Produktion und Veröffentlichung
Filmation produzierte die Serie unter der Regie von Hal Sutherland, die Musik komponierte John Gart. Art Director war Don Christensen. Die Serie umfasst 17 Folgen in einer Staffel. Jede Folge zu 30 Minuten, inklusive Werbung, besteht aus zwei Abenteuern mit Batman und Robin. Eines davon ist ein durch Werbung unterbrochener Zweiteiler zu zwei mal 6,5 Minuten. Das andere Abenteuer ist in 6,5 Minuten abgeschlossen. So wurden in 17 Folgen 34 Abenteuer gezeigt.
Ausgestrahlt wurde die Serie im Rahmen der Sendung The Batman/Superman Hour. Zu dieser Zeit trug sie den Titel Batman with Robin the Boy Wonder, parallel liefen dazu alte Folgen der Serien Ein Job für Superman und The Adventures of Superboy. Als die Serie später unabhängig von der Sendung wiederholt wurde, trug sie den neuen Titel The Adventures of Batman. Einige Jahre später erhielt die Serie eine Fortsetzung unter dem Titel Ein Fall für Batman
(Originaltitel: The New Adventures of Batman). Fünf Folgen der Serie erschienen 1985 auf VHS in der Super Powers-Videosammlung.
In Deutschland wurde die Serie erstmals ab dem 1. Juli 1991 von Pro Sieben ausgestrahlt, gemeinsam mit der Fortsetzung als Ein Fall für Batman. Es folgten Wiederholungen bei Sat.1, Junior und K-Toon. 

## Synchronisation
| Rolle                | englischer Sprecher | deutscher Sprecher |
| -------------------- | ------------------- | ------------------ |
| Bruce Wayne / Batman | Olan Soule          | Peter Kirchberger  |
| Alfred               | Olan Soule          | Hans Paetsch       |
| Dick Grayson / Robin | Casey Kasem         | Boris Tessmann     |
| Lois Lane            | Joan Alexander      |                    |
| Lex Luthor           | Jackson Beck        |                    |
| Pinguin              | Ted Knight          | Rolf Becker        |
| The Joker            | Larry Storch        | Hans Sievers       |

## Episodenliste
| Nr. (ges.) | Nr. (St.) | Deutscher Titel                                              | Originaltitel                                                                    | Erstausstrahlung USA | Deutschsprachige Erstausstrahlung (Pro Sieben) |
| ---------- | --------- | ------------------------------------------------------------ | -------------------------------------------------------------------------------- | -------------------- | ---------------------------------------------- |
| 1          | 1         | Mein Verbrechen ist dein Verbrechen / Pinguins geheimes Nest | My Crime Is Your Crime / A Bird Out of Hand                                      | 14. Sep. 1968        | 1. Juli 1991                                   |
| 2          | 2         | Eiskalt eingefroren / Was ist bloß mit Robin los?            | The Cool, Cruel Mr. Freeze / The Joke's on Robin                                 | 21. Sep. 1968        | –                                              |
| 3          | 3         | Jokers heißer Plan / Einbrüche, Ausbrüche                    | How Many Herring in a Wheelbarrow? / In Again, Out Again Penguin                 | 28. Sep. 1968        | –                                              |
| 4          | 4         | Neun tödliche Fallen / Auf Schatzsuche                       | The Nine Lives of Batman / Long John Joker                                       | 5. Okt. 1968         | –                                              |
| 5          | 5         | Katzenjammer / Die tausend Gesichter des Riddlers            | Bubi, Bubi, Who's Got the Ruby? / 1001 Faces of the Riddler                      | 12. Okt. 1968        | –                                              |
| 6          | 6         | Eine ganz besondere Party / So ein Zirkus!                   | The Big Birthday Caper / Two Penguins Too Many                                   | 19. Okt. 1968        | –                                              |
| 7          | 7         | Könige der Unterwelt / Katzakomben des Verbrechens           | Partners in Peril / The Underworld Underground Caper                             | 26. Okt. 1968        | –                                              |
| 8          | 8         | Der neue Bürgermeister / Frostige Wikinger                   | Hizzoner the Joker / Freeze's Frozen Vikings                                     | 2. Nov. 1968         | –                                              |
| 9          | 9         | Der Verbrechenscomputer / Der Vogelscheuchenkrimi            | The Crime Computer / The Great Scarecrow Scare                                   | 9. Nov. 1968         | –                                              |
| 10         | 10        | Katzastrophen / Vorsicht, lebende Puppen!                    | A Game of Cat and Mouse / Beware of Living Dolls                                 | 16. Nov. 1968        | –                                              |
| 11         | 11        | Wenn eine Katze träumt / Wer andere aufs Glatteis führt      | Will the Real Robin Please Stand Up? / He Who Swipes the Ice, Goes to the Cooler | 23. Nov. 1968        | –                                              |
| 12         | 12        | Simon, der Zuckerbäcker / Eine ganz verrückte Teeparty       | Simon the Pieman / A Mad, Mad Tea Party                                          | 30. Nov. 1968        | –                                              |
| 13         | 13        | In Liebe, Catwoman / Gefährliche Spielchen                   | From Catwoman with Love / Perilous Playthings                                    | 7. Dez. 1968         | –                                              |
| 14         | 14        | Der Niederträchtige / Eiskalter Weihnachtsmann               | A Perfidious Pieman Is Simon / Cool, Cruel Christmas Caper                       | 14. Dez. 1968        | –                                              |
| 15         | 15        | Schauriger Schnee / Der doppelte Richter                     | The Fiendishly Frigid Fraud / Enter the Judge                                    | 21. Dez. 1968        | –                                              |
| 16         | 16        | Das tödliche Rätsel / Riddlers Zorn                          | The Jigsaw Jeopardy / Wrath of the Riddler                                       | 28. Dez. 1968        | –                                              |
| 17         | 17        | Erst zwei sind ein Team / Die Phantome der Oper              | It Takes Two to Make a Team / Opera Buffa                                        | 4. Jan. 1969         | –                                              |